# Marvin Gaye (singolo)
Marvin Gaye è un singolo del cantante statunitense Charlie Puth, l'unico estratto dal terzo EP Some Type of Love e pubblicato il 10 febbraio 2015.

## Descrizione
Il brano, dal sound doo-wop, include riferimenti lirici a molti classici soul ed usa il nome del cantante soul Marvin Gaye come verbo: («Let's Marvin Gaye»).

## Video musicale
Il video musicale, uscito il 1º aprile 2015 tramite il canale YouTube di Charlie Puth, è stato diretto dal regista Marc Klasfeld. In esso Puth e Trainor sono a un ballo noioso e animano la festa cantando e suonando al pianoforte un brano con molti riferimenti al cantante Marvin Gaye che ha l’effetto afrodisiaco di indurre tutta la platea a baciarsi e appartarsi. Il ritornello cita Let's Get It On, titolo di una famosa canzone di Gaye. Trainor si unisce a Puth sul palco durante la sua strofa e i due cantano insieme. Il video si conclude con i due che stanno per baciarsi.

## Classifiche

### Classifiche settimanali
| Classifica (2015) | Posizione massima |
| ----------------- | ----------------- |
| Australia         | 4                 |
| Austria           | 3                 |
| Belgio (Fiandre)  | 12                |
| Belgio (Vallonia) | 4                 |
| Canada            | 31                |
| Danimarca         | 28                |
| Francia           | 1                 |
| Germania          | 15                |
| Irlanda           | 1                 |
| Italia            | 6                 |
| Lussemburgo       | 6                 |
| Norvegia          | 17                |
| Nuova Zelanda     | 1                 |
| Paesi Bassi       | 19                |
| Polonia           | 3                 |
| Portogallo        | 62                |
| Regno Unito       | 1                 |
| Repubblica Ceca   | 21                |
| Slovenia          | 5                 |
| Spagna            | 14                |
| Stati Uniti       | 21                |
| Svezia            | 29                |
| Svizzera          | 2                 |

### Classifiche di fine anno
| Classifica (2015) | Posizione |
| ----------------- | --------- |
| Australia         | 38        |
| Belgio (Fiandre)  | 96        |
| Belgio (Vallonia) | 99        |
| Canada            | 78        |
| Germania          | 77        |
| Regno Unito       | 34        |
| Stati Uniti       | 75        |